# Holothuria strigosa
Holothuria strigosa is een zeekomkommer uit de familie Holothuriidae.
De wetenschappelijke naam van de soort werd in 1867 gepubliceerd door Emil Selenka.